# 西溪河 (金沙江)
西溪河，是中国长江流域的一条河流，汇入金沙江左岸，属于金沙江水系。河长148千米，流域面积2980平方千米，年均流量66立方米每秒。自然落差2140米。水能理论蕴藏量67万千瓦。